# ورم خلية لايديغ
ورم خلية لايديغ، يُعرف أيضًا باسم ورم خلية لايدغ (تهجئة الولايات المتحدة)، وورم الخلايا الخلالي (الخصية)، وهو أحد الأورام الجنسية للحبل السري من سرطانات المبيض والخصية. ينشأ الورم من خلايا لايديغ. قد يحدث الورم في أي عمر، لكنه غالبًا يصيب الشباب.
ورم خلية سيرتولي-لايديغ هو مزيج من ورم خلية لايديغ وورم خلية سيرتولي الذي ينشأ من خلايا سيرتولي.

## تظاهرات المرض
تحدث غالبية أورام خلايا لايديغ عند الذكور، في عمر 5-10 سنوات عادة، أو في منتصف حياة البالغ (30-60 سنة). يصاب الأطفال عادةً بالبلوغ المبكر.
ثلث المريضات لديهن قصة حديثة لتذكير متقدم بسبب زيادة هرمون التستوستيرون الذي يفرزه الورم. يسبق التذكير قلة الإباضة ونقص الطمث وانقطاع الطمث وزوال الأنوثة. تشمل العلامات الإضافية حب الشباب والشعرانية، وخشونة الصوت، وتضخم البظر، وتراجع الشعر الصدغي، وزيادة الكتلة العضلية. مستوى هرمون التستوستيرون في الدم مرتفع.
يعد تورم الخصيتين أكثر الأعراض شيوعًا عند الرجال. تتنوع الأعراض الأخرى بحسب العمر ونوع الورم. يكون الورم عادة لا عرضي إذا كان ورمًا مفرزًا للإندروجينات، ولكن قد يؤدي لحدوث بلوغ مبكر عند الأولاد قبل سن البلوغ. إذا كان الورم مفرزًا لهرمون الاستروجين قد يسبب تأنيث الأعضاء التناسلية عند الأولاد الصغار. عند البالغين، تؤدي هذه الاستروجينات إلى عدد من المشاكل بما في ذلك التثدي، وضعف الانتصاب، والعقم، وتوزع شعر أنثوي، وضمور الغدد التناسلية، وفقدان الرغبة الجنسية.

## الأسباب
تشير الدراسات التي أجريت على الحيوانات إلى ارتباط محتمل مع مادة سي 8 (C8HF15O2 أو حمض بيرفلورو الأوكتانويك).

## التشخيص
يشير وجود ورم في المبيض بالإضافة إلى الاضطرابات الهرمونية إلى وجود ورم في خلية لايديغ أو ورم الخلايا الحبيبية أو الورم القرابي. ومع ذلك، فإن الاضطرابات الهرمونية، في أورام لايديغ موجودة فقط في ثلثي الحالات. يمكن الكشف عن أورام خلايا لايديغ في الخصية عن طريق الموجات فوق الصوتية، ويمكن طلب إجراء فحص بالموجات فوق الصوتية في حالة وجود كتلة محسوسة في كيس الصفن، ولكن من الممكن أيضًا تشخيص هذه الأورام بشكل عرضي.
يُؤكد التشخيص عبر التحليل النسيجي لخزعة الورم، الذي يُجرى أثناء الجراحة أو بعدها. توجد بلورات رينكه عادة في هذه الأورام وتساعد على تأكيد التشخيص، على الرغم من أنها تظهر في أقل من نصف جميع أورام خلايا لايديغ. تشمل العلامات الكيميائية النسيجية المناعية لأورام خلايا لايديغ الإنبين-ألفا، وكالريتينين، والميلان أ.

## العلاج
للعلاج الكيميائي المعتاد فعالية محدودة في هذا النوع من الأورام، على الرغم من أن الإيماتينيب أظهر بعض الأمل. لا يوجد دور حالي للعلاج الإشعاعي.
العلاج المعتاد هو الجراحة. عادة ما تكون الجراحة للإناث استئصال البوق والمبيض أحادي الجانب الذي يحافظ على الخصوبة. بالنسبة للأورام الخبيثة، قد تكون الجراحة جذرية، وعادة ما يتبعها علاج كيميائي مساعد، وأحيانًا علاج إشعاعي. في جميع الحالات، يتبع العلاج الأولي المراقبة؛ لأنه في كثير من الحالات لا ينتج الورم علامات ورمية مرتفعة، وعندها ستتركز المراقبة على الفحص البدني المتكرر والتصوير.
تُستأصل الخصية بشكل جذري عند الذكور عادة. ومع ذلك، يمكن إجراء جراحة مع ترك الخصيتين للحفاظ على الخصوبة لدى الأطفال والشباب. تتضمن هذه الطريقة إجراء شق إربي أو شق في كيس الصفن والتوجه باستخدام الموجات فوق الصوتية إذا كان الورم غير محسوس. من الممكن إجراء ذلك لأن الورم عادة أحادي البؤرة، ولا يترافق مع آفات أخرى محتملة التسرطن، ومن غير المرجح أن يتكرر.
يكون الإنذار جيدًا بشكل عام إذ يميل الورم إلى النمو ببطء وعادة ما يكون حميدًا: 10% منها خبيثة. بالنسبة للأورام الخبيثة التي تكون أنسجتها غير متمايزة، يكون الإنذار ضعيفًا.